# فيل أوف كلويد (دائرة انتخابية في المملكة المتحدة)
فيل أوف كلويد (بالإنجليزية: Vale of Clwyd)‏ (لغة ويلزية:Dyffryn(Clwyd هي إحدى الدوائر الانتخابية في المملكة المتحدة الممثلة في مجلس العموم في برلمان المملكة المتحدة.
عضو البرلمان الذي يمثلها حالياً هو :Chris Ruane (Lab).